# 선스테이트 항공
선스테이트 항공(영어: Sunstate Airlines)은 오스트레일리아의 지역 항공사로 총 23개 노선을 취항하고 있다. 본사는 오스트레일리아 브리즈번에 위치해 있으며 1981년에 설립했다. 또한 사용하고 있는 허브 공항으로 브리즈번 공항이 있다.

## 보유 기종
- 2019년 8월 기준으로 다음과 같이 보유하고 있다.

### 현재 사용하는 기종
- 봄바디어 대쉬 8 Q400 31대 + 14대 주문